# Heijmans Industrial Services
Pour les articles homonymes, voir HIS.
Heijmans Industrial Services (HIS) est une société néerlandaise spécialisée dans la conception, le développement, la rénovation, la modification et l'entretien d'installations mécaniques.

## Présentation
En 2008, Heijmans Industrial Services emploie 335 personnes. Elle réalise notamment des prestations pour des clients des secteurs pétrochimique, chimique et sidérurgique.

## Historique
En septembre 2008, le groupe français Spie achète à l'entreprise néerlandaise Heijmans sa filiale Heijmans Industrial Services (HIS).

## Activités
Les activités de HIS comprennent la conception, le développement, la rénovation, la modification et l’entretien d’installations mécaniques.

## Implantations
- Hoogvliet
- Lijmuiden
- Moerdijk
- Rotterdam

## Principaux clients
Les principaux clients de HIS sont principalement dans les secteurs pétrochimique, chimique et sidérurgique.
- Corus
- Shell

## Sources et références
1. ↑  « Spie acquiert le néerlandais HIS », 1er octobre 2008, sur batiactu.com.
2. ↑  « Le groupe SPIE acquiert Heijmans Industrial Services et renforce sa présence aux Pays-Bas », 1er octobre 2008, sur spie.com.